# Pherbellia subtilis
Pherbellia subtilis is een vliegensoort uit de familie van de slakkendoders (Sciomyzidae). De wetenschappelijke naam van de soort is voor het eerst geldig gepubliceerd in 1980 door Orth and Steyskal.